# 开干齐站
开干齐站是位于新疆维吾尔自治区奎屯市苏兴滩乡的一个铁路车站，邮政编码833209。车站成立于2003年8月6日，位于兰新线2099公里+075米处，是连接亚欧大陆桥的必经之路。不办理客货运业务，车站及其上下行区间均为电气化区段。车站距离乌鲁木齐站217公里，隶属乌鲁木齐铁路局，是五等站。车站采用6502型小站集中联锁，继电半自动闭塞方式接发列车。由于乌精二线修双线，于2009年11月25日正式关闭。